# Chip's Challenge
Chip's Challenge，中文有時譯爲「奇普的挑戰」；是一款1989年由Epyx為雅達利Lynx掌機開發的拼接圖解謎類電動遊戲，它在隨後被移植到其他平臺，其中1992年的Windows 3.1（作爲微軟娛樂包4的一部分），以及1995年的Windows版（作爲微軟最佳娛樂包的一部分），擁有比原版更加龐大的受衆群。
該游戲的最初版本由查克·薩默維爾（Chuck Sommerville）開發和設計，他同樣設計了該游戲裏三分之一的關卡。，對該游戲的移植工作大部分由英國的Images軟體公司完成。
該游戲的重製版於2015年5月28日在Steam上再次發佈，並在2020年成爲一款該平臺的免費游戲，其續作《Chip's Challenge 2》，也于同一天登陸Steam，兩部作品的作者皆爲其初代的作者查克·薩默維爾（Chuck Sommerville）。

## 游戲玩法

雅達利Lynx版（原版）游戲截圖。

游戲的故事背景源自一個上高中的書呆子切普·麥克卡拉翰（Chip McCallahan）在學校科學實驗室裏遇見了奇跡少女梅琳達（Melinda the Mental Marvel，她在續作中成爲可選角色），他必須完成對方在其」俱樂部會所「留下的一系列越來越難的謎團組成的挑戰來證明自己，從而獲得對方的位元剋星俱樂部（Bit Busters Club）的入會資格。
游戲由148個關卡（144個普通關卡和4個隱藏關卡，而Microsoft的移植版和Steam上的重製版則有149個關卡，多出來的第145關為以「鳴謝」（Thanks to）為題的職員表關）構成，玩家通過操控切普·麥克卡拉翰（通常簡稱Chip，切普，與游戲標題以及游戲中需要收集的晶片（Chip）為同一個單詞）來完成挑戰，在挑戰中，切普會遭遇各種各樣的游戲元素，包括但不限於電腦晶片，按鈕，上鎖的門，水坑，火堆，冰面，力場地板（Force field）以及致命的怪物，玩家可以使用鍵盤上的方向鍵（支持數字鍵盤，須關閉數字鎖定鍵）或者滑鼠來操控切普移動，收集足夠的晶片以打開晶片插座，抵達出口，贏得挑戰。
儘管所有關卡的規則相同，但是每一關的類型卻各有不同，有的偏向動作游戲，比如第91關《Jumping Swarm》（跳跳蠅群），地圖上方克隆機會源源不斷地產生行動機（walker），玩家要在被行動機吞沒前收集完全部晶片並儘快逃離至出口；而有的則偏向解謎游戲，比如第71關《Corridor》（走廊），玩家要想辦法將足夠的石塊（Block）推入切普下方的一條由水坑構成的河中，以取得兩岸的晶片和鑰匙；大部分關卡都有時間限制。關卡設計方面包含了推箱游戲（類似《倉庫番》），躲避敵人，走迷宮等要素。玩家還可以通過每關的密碼（由四個字母構成，不區分大小寫，Steam上的重製版中移除了这一设定）跳關。而在PC版中，游戲進程會自動保存，比如微軟的移植版的進度被保存在系統目錄下一個叫做「ENTPACK.INI」的檔案中。如果玩家在某個關卡反復失敗，游戲會詢問玩家是否跳過該關卡。游戲進度記錄了玩家完成的關卡以及每關得分，如果在限時關卡中提高通關速度，就能提高相應關卡的得分，玩家可以在通關后重新挑戰已經打通的關卡以提高得分。

## 歷史
1989年，薩默維爾帶領其在Epyx的程式員團隊利用雅達利Lynx上市前10周的空窗期為其開發了這款游戲。
薩默維爾首先在Apple II上為該游戲設計了一個粗略的原型以展示該游戲的設計思路，並表示如果將其在Lynx上實現會十分有趣。此外，他還設計了游戲中三分之一的關卡，比爾·達拉（Bill Darrah）設計了另外的三分之一，剩下的部分則由其他Epyx職員設計。

Windows版游戲截圖。

該游戲後來被移植到了多個平臺，包括雅達利ST，Amiga，ZX Spectrum ，MS-DOS和Windows。大部分移植版的移植工作由英國的Images軟體公司完成，除了微軟的Windows版。
微軟獲得了Epyx的授權，並將其移植到Windows 3.1，其移植工作由托尼·加西亞（Tony Garcia）領導，代碼由托尼·克魯格（Tony Krueger）負責，美工由愛德·哈雷（Ed Halley）完成。玩家可以通過輸入密碼「Tony」到達題爲「鳴謝」（Thanks to...）的第145關，在這一關中，玩家可以看到由游戲中的各色拼接圖拼寫而成的開發人員名單，包括道格·T.（Doug T.），羅伯·D（Rob D.），愛德·H（Ed H.）以及麗薩·F（Lisa F.）。而在出口前的提示中，還有這樣一段話：
Hint: Special thanks also to the WEP 4 test team!
提示：同樣由衷感謝WEP 4測試團隊！
据克魯格的前室友，參與測試的人員之一的道格回憶，該移植版是用一個夏天完成的。
微軟製作的移植版被包含在了《微軟娛樂包4》和後來的《微軟最佳娛樂包》當中。該版本擁有與其他版本有著顯著不同的畫面和音效，並隨著Microsoft娛樂包的成功而一道收穫成功。後來的續作《Chip's Challenge 2》正是基於該版本設計的。
在BBS以及其他早期的網路論壇上，玩家們發佈了他們為微軟的移植版製作的各種自製的編輯器以及非官方的關卡包，這種行爲被認爲是為游戲製作MOD的早期嘗試。

## 續作
在微軟的移植版大受好評之後，薩默維爾於1999年製作了該游戲的續作《Chip's Challenge 2》。他在當時無法獨立發行這部游戲，因其商標權掌握在普利司通多媒體集團（Bridgestone Multimedia Group）手中，這是一家基督教出版公司，它在Epyx倒閉后收購了其全部資產以便製作《聖經》類軟體。普利司通對於電動遊戲產業沒有任何經驗，他們要求薩默維爾支付超過十萬美元的授權費以發佈這款續作，而這絲毫不符合電子游戲產業的規範。薩默維爾于2010年開始重新與這家公司的協商，五年過後的2015年5月28日，普利司通與薩默維爾的玻璃獸（Niffler）公司聯合在Steam上發佈了《Chip's Challenge 2》，與之一同發佈的還有其前作以及一個關卡編輯器。
在協商的過程中，薩默維爾的玻璃獸公司還開發出了其他相似的益智游戲，比如2012年發佈的《Chuck's Challenge》，該游戲最初爲iOS平臺打造，并在IOS App Store上販售。 這部游戲後來獲得卡通頻道授權，製作了（該游戲的）以《Ben 10》系列作品爲主題的版本——《Ben 10 Game Generator》。
《Chuck's Challenge》的續作——《Chuck's Challenge 3D》（2014年）的開發通過Kickstarter發起衆籌，並在Steam上同時發佈了Windows,Mac和Linux版， ，在Google Play上則發佈了其Android版（目前已下架）。 該游戲還登陸過Nvidia Shield。

## 評價
《STart》的克萊頓·沃爾納姆（Clayton Walnum）評價說，「如果有什麽能讓Lynx好賣的游戲，那非《Chip's Challenge》莫屬。」他同時贊揚該游戲的謎題的高品質，認爲每一個的謎團都給人以「視覺和思維上的愉悅。」
《電腦遊戲世界》把《Chip's Challenge》稱作「一個由一系列益智關卡構成的……能夠迅速測試一個人的大腦加速度的」休閑游戲。
《The One》為Amiga版的《Chip's Challenge》打出了88%的分數，並表示說雖然「它可能沒什麽特別的，但《Chip's Challenge》含有一種引人入勝的力量。其標志性的的圖形雖然花哨但卻無損其實用性，游戲音樂就是循環播放也不會令人感到不適——只有這款游戲不會讓人感到浮誇。」《The One》贊揚《Chip's Challenge》的游玩體驗，稱其為「益智游戲玩家的夢想」，說這款游戲需要「快速反應」以及「不斷嘗試」，並進一步贊揚了它的難度設計。

## 外部鏈接
- Steam上的Chip's Challenge （页面存档备份，存于）（英文）
- Steam上的Chip's Challenge 2 （页面存档备份，存于）（英文）
- 莫比游戏上的《Chip's Challenge》（英文）
- spectrumcomputing.co.uk上的Chip's Challenge （页面存档备份，存于）（英文）
- The Chip's Challenge Wiki （页面存档备份，存于）（英文）